# Aechmea murcae
Aechmea murcae är en gräsväxtart som först beskrevs av Lyman Bradford Smith, och fick sitt nu gällande namn av Lyman Bradford Smith och Michael A. Spencer. Aechmea murcae ingår i släktet Aechmea och familjen Bromeliaceae. Inga underarter finns listade i Catalogue of Life.